# Maigret und der Samstagsklient
Maigret und der Samstagsklient (französisch: Maigret et le client du samedi) ist ein Kriminalroman des belgischen Schriftstellers Georges Simenon. Er ist der 59. Roman einer Reihe von insgesamt 75 Romanen und 28 Erzählungen um den Kriminalkommissar Maigret. Der Roman entstand vom 21. bis 27. Februar 1962 in Echandens und wurde vom 15. November bis 8./9. Dezember 1962 in 21 Folgen von der französischen Tageszeitung Le Figaro vorabveröffentlicht. Die Buchausgabe erschien zeitgleich im November des Jahres beim Pariser Verlag Presses de la Cité. Die erste deutsche Übersetzung von Hansjürgen Wille und Barbara Klau publizierte Kiepenheuer & Witsch 1963 als Maigret und sein Sonnabend-Besucher. Im Jahr 1985 veröffentlichte der Diogenes Verlag eine Neuübersetzung von Angelika Hildebrandt-Essig unter dem Titel Maigret und der Samstagsklient.
Schon seit Wochen drückt sich jeden Samstag auf dem Quai des Orfèvres ein unscheinbarer Mann herum, dem die Inspektoren den Spitznamen „Samstagsklient“ verliehen haben. Angeblich will er Kommissar Maigret sprechen, doch ist er stets bereits verschwunden, ehe der Kommissar für ihn Zeit findet. Eines Samstagabends sucht er nach Dienstschluss Maigret in seiner Wohnung auf, um anzukündigen, dass er seine Frau und ihren Liebhaber umbringen wird.

## Inhalt

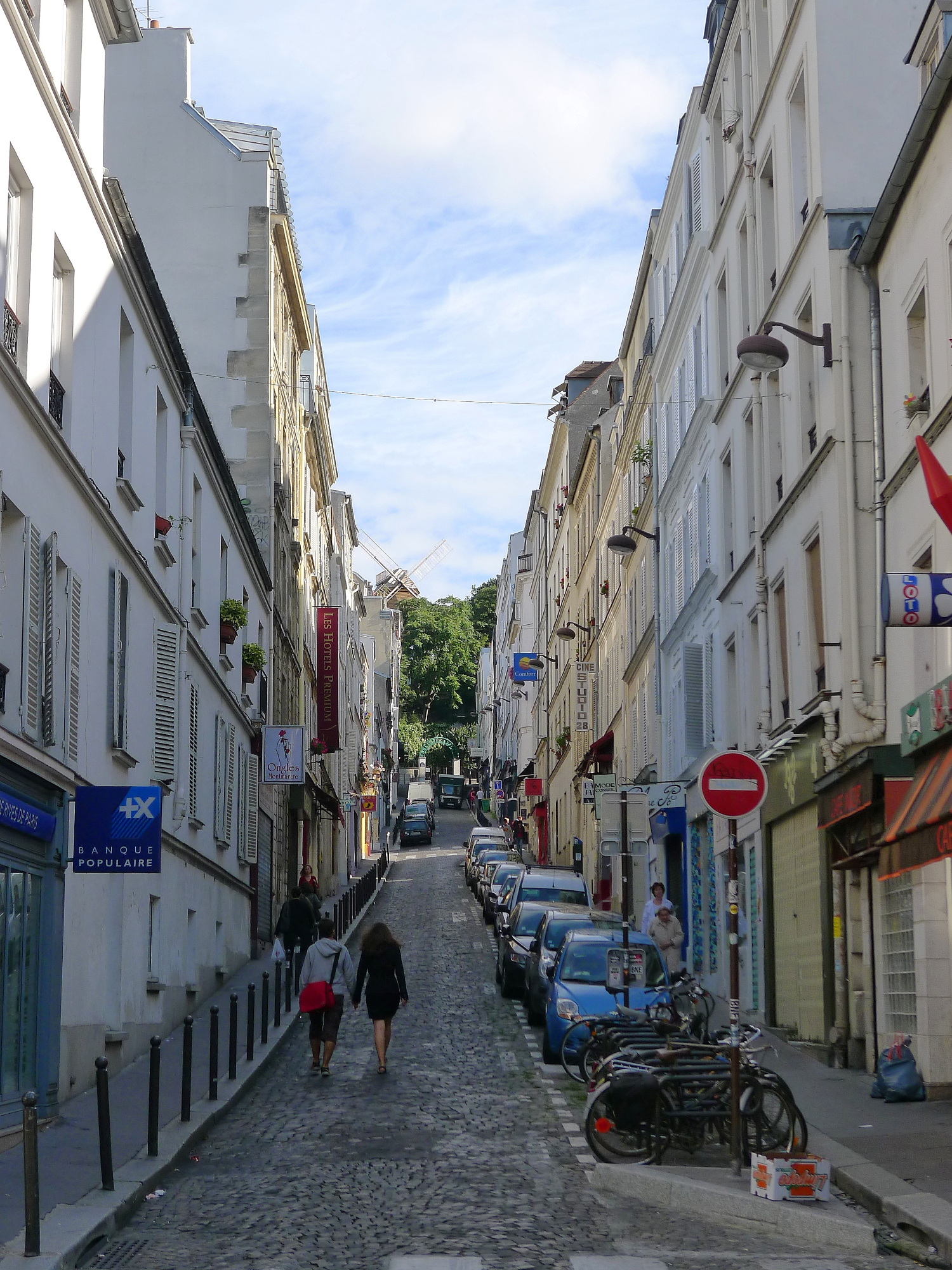
Rue Tholozé in Paris

Es ist ein Samstagabend im Januar in Paris. Maigret freut sich auf den Feierabend gemeinsam mit Madame Maigret, ihrer Quiche Lorraine und dem neu angeschafften Fernseher. Doch in seiner Wohnung wartet bereits ein Gast auf ihn, der ihm vom Quai des Orfèvres her vertraut ist. Seit zwei Monaten wird der Mann mit dem Spitznamen „Samstagsklient“ regelmäßig samstags auf dem Kommissariat vorstellig, verlangt Kommissar Maigret zu sprechen, um es sich im letzten Moment anders zu überlegen und das Kommissariat eilig wieder zu verlassen. Auch in Maigrets Wohnung zögert der Mann lange unschlüssig, ehe er den Grund seines Besuchs verrät: Er plane, seine Frau und ihren Liebhaber umzubringen.
Léonard Planchon ist ein unscheinbarer Mann Mitte 30, dessen einzige äußerliche Besonderheit eine Hasenscharte ist, unter der ein Leben lang litt. Als er vor neun Jahren die 18-jährige Renée kennenlernte, war sie die erste Frau, die ihn zu akzeptieren bereit war. Beide heirateten bald und bekamen eine gemeinsame Tochter namens Isabelle. Als der Eigentümer einer kleinen Malerfirma den gutaussehenden, selbstbewussten Vorarbeiter Roger Prou einstellte, ging die Idylle des vermeintlich heilen Familienlebens zu Bruch. Prou wurde zum Geliebten von Renée Planchon. Beide lebten ihre Beziehung bald so offen aus, dass der Vorarbeiter bei den Planchons einzog und Léonard aus dem Ehebett auf eine Liege im Nebenzimmer verdrängte. Auch die Firma riss der junge, zielbewusste Mann mehr und mehr an sich. Der schamerfüllte Planchon verbrachte die Abende außer Haus und betrank sich regelmäßig. Doch ebenso regelmäßig kehrte er in den Nächten in sein Haus zurück, aus Angst, neben Frau und Firma auch noch seine Tochter zu verlieren. Insgeheim flüchtete er sich in Mordabsichten gegen die untreue Ehefrau und seinen Nebenbuhler, die jedoch bislang ohne Konsequenz blieben.
Geduldig lauscht Maigret der Lebensbeichte des Malers. Doch als er fragt, welche Reaktion Planchon von ihm erwarte, weiß dieser keine Antwort. So vereinbart der Kommissar mit seinem Gast regelmäßige Telefonanrufe, durch die er hofft, die prekäre Situation im Griff zu behalten. Gleichzeitig schickt er seine Inspektoren Janvier und Lapointe aus, um heimlich Planchons Haus auszukundschaften, das am Ende der Rue Tholozé auf dem Montmartre liegt. Am Montag kommt es noch zu einem letzten Telefongespräch, in dessen Verlauf sich Planchon enttäuscht von Maigrets Verhalten zeigt. Dann ist der Malermeister von einem Tag auf den anderen verschwunden.
Maigret verhört die Frau des Vermissten und ihren Liebhaber. Beide behaupten, Planchon sei noch am Montagabend mit zwei Koffern ausgezogen, nachdem ihm Prou die Firma für 30.000 Francs abgekauft habe, wofür sie einen Vertrag vorlegen können. Doch Planchon war an jenem Abend viel zu betrunken, seine Unterschrift erweist sich als gefälscht, und das Geld findet sich bei einer Hausdurchsuchung unter einer losen Diele in Isabelles Zimmer wieder. Tage später wird die Leiche des Malers mit eingeschlagenem Schädel in der Seine aufgefunden und das Liebespaar wegen Mordverdachts verhaftet, worauf die Gefühle beider schon bald von Liebe in Hass umschlagen, und jeder nur noch versucht, dem Partner das Verbrechen anzuhängen. Ausgerechnet Maigrets Aussage vor dem Schwurgericht, in der er die Mordabsichten Planchons bestätigen muss, sorgt für mildernde Umstände bei der Verurteilung des Täterpaars. Maigret hat am Ende das Gefühl, den Samstagsklienten verraten zu haben.

## Interpretation
Simenon durchbricht in Maigret und der Samstagsklient viele Regeln des klassischen Kriminalromans. Wie bereits in Maigret hat Skrupel liegt zu Beginn keinerlei Verbrechen vor, sondern eine unbestimmte Absichtserklärung, aufgrund derer Maigret ohne amtliche Autorität in das Milieu der Handlung eindringt. Dabei übernimmt er laut Murielle Wenger eher die Rolle eines Beichtvaters als die eines Polizisten. Auch Stanley G. Eskin sieht Maigret im Roman als eine Mischung aus Priester und Psychiater, dem sein Gast das Herz ausschüttet, während in der Küche Madame Maigrets Quiche verdirbt. Planchon suche beim Kommissar gewissermaßen Rat, ob er seine Frau und ihren Liebhaber umbringen solle oder nicht. Auch wenn er darauf nicht die gewünschte Antwort erhalten kann, gilt ihm Maigrets Mitgefühl, das stets den Schwachen und „kleinen Leuten“ zuteilwird. Seine mitfühlende Reaktion wird von zahlreichen persönlichen Details begleitet: von den falsch gehenden Uhren im Kommissariat, der beginnenden Erkältung des Kommissars, bis zum abendlichen Fernsehkonsum vor dem frisch erworbenen TV-Gerät. Maigrets Verbindung zum „Samstagsklienten“ geht so weit, dass er sich als Verräter fühlt, als er vor Gericht gegen das Opfer Zeugnis ablegen muss, ganz ähnlich wie er sich nach seiner abschließenden Aussage in Maigret und der Fall Nahour als Versager fühlt.
Léonard Planchon ist für Tilman Spreckelsen eine typisch simenonsche Opferfigur, deren ganze Weltsicht darauf aufgebaut ist, dass ihnen beständiges Unrecht widerfährt. Scheint es in ihrem Leben eine kurze Phase des Glücks zu geben, wie dies in Planchons Familienidyll nach der Heirat der Fall ist, schlägt das Pendel des Schicksals anschließend nur umso stärker in Richtung Unglück zurück. Dabei bleiben die Figuren in ihrem Leiden völlig passiv, so dass sich das Mitleid des Lesers mit Befremden ob ihrer Duldsamkeit mische. Typisch für Simenon ist allerdings auch der Kontrast, und so wird im Roman das trostlose „familiäre Elend“ des Malers gegen das Familienglück von Maigrets Freund Dr. Pardon gesetzt, dessen Tochter ihr zweites Kind erwartet. Gavin Lambert jedenfalls geht so weit, dass Planchon, der dem Kommissar verkündet, dass er zwei Menschen töten wolle, in Wahrheit selbst danach trachte, getötet zu werden, worauf er mit seiner Kapitulation und der Flucht in den Alkohol hinarbeite. Der Malermeister verliere lieber sein Leben als seine Frau.

## Rezeption
Kirkus Reviews beschrieb den kurzen Roman Maigret und der Samstagsklient als „unaufdringlich, rasch voranschreitend, psychologisch scharfsinnig und durchgängig fesselnd“. Für Publishers Weekly war es „ein Vergnügen, dem Kommissar durch Montmartre zu folgen, während er geduldig Pariser Prostituierte, Barkeeper und andere zu Plachons Aufenthaltsort befragt“. Mit jeder Begegnung lüfte der Kommissar den Schleier über dem Verbrechen etwas mehr, bis der Roman in einer „sorgfältig gezeichneten, aber seltsam enttäuschenden Auflösung“ münde. „Unschön, sehr unschön“, fand jedenfalls Tilman Spreckelsen die Ausgangslage des Romans, und „[w]as sich dahinter verbirgt, ist nur noch trostloser.“
Die Romanvorlage wurde zweimal im Rahmen von Fernsehserien um den Kommissar Maigret verfilmt: 1978 spielte Kinya Aikawa die Titelrolle im japanischen Fernsehen, 1985 verkörperte Jean Richard Maigret in der französischen TV-Serie Les Enquêtes du commissaire Maigret.

## Ausgaben
- Georges Simenon: Maigret et le client du samedi. Presses de la Cité, Paris 1962 (Erstausgabe).
- Georges Simenon: Maigret und sein Sonnabend-Besucher. Übersetzung: Hansjürgen Wille, Barbara Klau. Kiepenheuer & Witsch, Köln 1963.
- Georges Simenon: Maigret und sein Sonnabend-Besucher. Übersetzung: Hansjürgen Wille, Barbara Klau. Heyne, München 1976, ISBN 3-453-12054-X.
- Georges Simenon: Maigret und der Samstagsklient. Übersetzung: Angelika Hildebrandt-Essig. Diogenes, Zürich 1985, ISBN 3-257-21295-X.
- Georges Simenon: Maigret und der Samstagsklient. Sämtliche Maigret-Romane in 75 Bänden, Band 59. Übersetzung: Angelika Hildebrandt-Essig. Diogenes, Zürich 2009, ISBN 978-3-257-23859-4.